# Kayalıdere
Koordinaten: 39° 9′ 49″ N, 41° 37′ 47″ O
Kayalıdere ist eine urartäische Festung in der türkischen Provinz Muş, Distrikt Varto, bei dem modernen Dorf Kayalıdere, ca. 15 km von Varto entfernt.

## Lage
Die Festung liegt auf dem rechten Ufer des Murat (der assyrische Arsania) unweit einer Furt. Sie überblickt die Straße von Muş nach Bulanık, Malazgirt und Patnos, die in die Straße zwischen Van und Ağrı (Karaköse) mündet. Nach Norden führt eine Straße nach Hınıs und Erzurum. Die Fundstelle kontrolliert den Zugang zu den fruchtbaren Ebenen von Bulanık und Malazgirt.
Die Gegend hat harte Winter, gewöhnlich liegt für vier Monate im Jahr Schnee. Die Sommer sind kurz. Heute wird hier überwiegend Viehzucht betrieben und Mais angebaut.

## Grabungen
Die Fundstelle wurde 1964 im Rahmen eines Surveys des Britischen archäologischen Instituts in Ankara entdeckt. Die bisher einzige Grabung wurde 1965 unter Leitung von Seton Lloyd durchgeführt, stellvertretender Grabungsleiter war Charles Burney.

## Anlage
Die Fundamente der Festung sind weitgehend aus Basalt erbaut, das Aufgehende bestand aus Lehmziegeln. Die Festung ist 300 × 180 m groß. Schon vor der Grabung war Mauerwerk an der Oberfläche zu erkennen. Die Anlage besteht aus einer oberen und einer unteren Festung sowie einer Unterstadt, die ebenfalls von einer Mauer umgeben war. Sie besaß einen massiven Torturm. Wasserleitungen aus Ton dienten vermutlich der Entwässerung der Anlage.
Auf dem höchsten Punkt der oberen Festung, an einem steilen Felsabbruch befand sich ein quadratischer Turm-Tempel (susi) mit 12,5 m Seitenlänge. Die Grundmauern bestehen aus sehr sorgfältig behauenen großen Quadern und waren bis zu einer Höhe von 2,6 m erhalten. Der Turm hatte einen Überbau aus Lehmziegeln, der sich jedoch nicht in situ erhalten hat. Ihre Reste sind teilweise verziegelt. Die Wände sind sehr dick, daher hat die Cella eine Grundfläche von nur 5 × 5 m. Der Eingang war 2 m breit. In der oberen Festung fanden sich auch Lagerhäuser mit zahlreichen Pithoi. Der sogenannte Pithos-Raum, wohl ein Keller, war 4,6–5 m breit und enthielt die in situ zerscherbten Reste von 25 rotpolierten Vorratskrügen in drei Reihen. Viele waren mit Piktogrammen auf der Schulter versehen. Manche Räume enthielten auch Herdstellen und Mahlsteine, waren also wohl bewohnt. Viele der Räume besaßen steinerne runde Säulenbasen, auf denen wohl Säulen aus Holz standen.
Die obere Festung wurde durch einen gewaltigen Brand zerstört. Es finden sich einige Spuren einfacher Gebäude in dem Zerstörungsschutt, die Festung wurde also entweder nicht völlig aufgelassen oder später wieder besiedelt.

## Funde
Aus der Umgebung des Tempels stammen unter anderem ein gegossener Bronzelöwe von ca. 10 cm Länge und Teile eines verzierten Bronzegürtels, der Szenen einer Löwenjagd zeigt. Eine dreiflüglige Bronze-Pfeilspitze lässt Burney vermuten, dass die Festung von den Kimmerern zerstört wurde. In einigen der Lagerräume wurde auch die charakteristische rotpolierte Toprakkale-Keramik gefunden.
Gruppen von Objekten, darunter Köcher aus Bronzeblech, Kessel, Ziernägel, vielleicht aus dem Tempel, und Schilde fanden sich in den oberen Schutt-Schichten, Burney schreibt sie Plünderern zu. Ein Hort (A) bestand ausschließlich aus Eisen, darunter Schildfesseln, Beile, und Sicheln. Hort C lag im Humus oberhalb der Schuttschicht und bestand vor allem aus ehernen Möbelbeschlägen und -füßen sowie Resten von Bronze-Dreifüßen. Ein unverzierter Bronzeschild von 62 cm Durchmesser war teilweise korrodiert.

## Bestattungen
In der oberen Zitadelle befanden sich auch einige mehrkammrige Felskammergräber. Sie waren ausgeraubt, enthielten aber noch Möbelteile, eiserne Pfeilspitzen und eine Fibel vom Typ Stronach I 3.